# Vladimir Mitrofanovič Puriškevič
Vladimir Mitrofanovič Puriškevič (rusky Владимир Митрофанович Пуришкевич; 12.jul./ 24. srpna 1870greg., Kišiněv – 1. února 1920, Novorossijsk) byl ruský předbolševický politik známý svými monarchistickými a antisemitskými názory. Byl také významným zastáncem pogromů.

## Životopis

### Mládí
Vladimir Puriškevič se narodil v rodině chudého šlechtice v Besarábii Mitrofana Puriškeviče. Studoval filozofii na Oděské univerzitě.

### Politik
Puriškevič coby ultrapravicově smýšlející jedinec spoluzaložil v roce 1905 Svaz ruského lidu a stal se jeho místopředsedou. Později po rozštěpení této organizace se v roce 1908 stal předsedou Svazu archanděla Michaela.
Během revoluce roku 1905 Puriškevič inspiroval vznik hnutí černosotněnců, kteří pomáhali policii v boji proti levicovým extrémistům a bolševikům a kteří se účastnili pogromů.
Puriškevič byl zvolen jak do 2. a 3., tak do 4. státní Dumy, kde se stal notoricky známým vůdcem radikálních monarchistů. Slávu a uznání si získal díky emocionálním projevům, násilnému chování, vzhledem (vyholená hlava a hustá bradka) a monarchistickým a antisemitským názorům, po kterých mnozí jeho oponenti znechuceně opouštěli jednací sál. Jednou měl údajně hodit sklenici vody po konstitučním demokratovi Pavlu Miljukovovi. Během první světové války opustil Puriškevič politiku a stal se zdravotníkem.

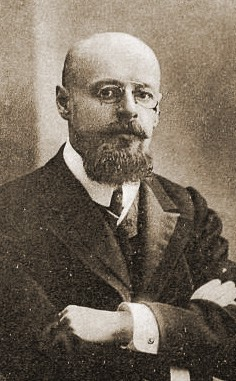
V. M. Puriškevič v roce 1910

### Vražda Rasputina
Dne 17. prosince (30. prosince podle gregoriánského kalendáře) 1916 se společně s knížetem Felixem Jusupovem, synovcem cara Dmitrijem Pavlovičem, lékařem Stanislavem Lazavertem a několika dalšími rozhodli spáchat atentát na mystika a šarlatána Rasputina, který měl údajně negativní vliv na cara Mikuláše II. a zatímco car byl ve válce. Dohodli se na tom, že Jusupov a Puriškevič budou uvnitř domu a ostatní budou sedět v autě.
Toho dne pozval Jusupov Rasputina k sobě domů. Po dlouhé debatě nabídl Jusupov Rasputinovi zákusky a víno, které Puriškevič předtím otrávil kyanidem. Rasputin ho vypil, kyanid však nefungoval. Jusupov tedy vytáhl pistoli a vystřelil dvě rány.
Rasputin však s klidem a úsměvem odkráčel pryč z budovy. Začali se divit, jestli opravdu není svatý muž, jak sám o sobě stále prohlašoval. Jusupov však na nic nečekal, vytáhl pistoli a vypálil další dvě rány do oblasti srdce. To už se Rasputin konečně sesul k zemi.
Z nedaleko stojícího auta vystoupili Dimitrij Pavlovič s Lazovertem, Rasputina naložili do kufru, odjeli k řece Něvě, do které poté hodili tělo. I tehdy byl Rasputin stále naživu, protože v jeho plicích se našla voda.

### Pozdější život a smrt
Po únorové revoluci v roce 1917 volal Puriškevič pro likvidaci sovětů a burcoval proti prozatímní vládě, za což se několikrát dostal do vězení. Po nástupu bolševiků k moci zorganizoval v Petrohradu Výbor pro záchranu vlasti a byl spojen s řadou důstojníků, armádních kadetů atd.
V listopadu byl Puriškevič zatčen Rudými gardami pro jeho účast na kontrarevoluční konspiraci. Byl totiž objeven dopis adresovaný Alexeji Kaledinovi a psaný Puriškevičem, ve kterém naléhal na kozáckého vůdce, aby přišel do Petrohradu a obnovil zde pořádek. Puriškevič se stal první osobu, která stála před revolučním tribunálem. V té době měl Puriškevič falešný pas na příjmení Jevreinov.
Nakonec byl odsouzen ke čtyřem letům vězení a nucených prací, ale 1. května 1918 byl propuštěn pod podmínkou, že se zdrží politických aktivit.
Po svém propuštění se Puriškevič přesunul do jižního Ruska, ovládaného bělogvardějci. Tam publikoval monarchistický žurnál „Blagovest“ a spolupracoval s Děnikinem. Dne 1. února 1920 Vladimir Puriškevič zemřel v Novorossijsku na břišní tyfus.
Ruský spisovatel Semjon Reznik nazval Puriškeviče „vůdcem raného ruského fašismu“.
Puriškevič krátce před smrtí sepsal své paměti z atentátu na Rasputina, které po jeho smrti vyšly pod názvem Jak jsem zabil Rasputina. Touto knihou se později nechal inspirovat francouzský film Zabil jsem Rasputina, kde Puriškeviče ztvárnil Roger Pigaut.